# Episinus kitazawai
Episinus kitazawai là một loài nhện trong họ Theridiidae.
Loài này thuộc chi Episinus. Episinus kitazawai được Takeo Yaginuma miêu tả năm 1958.